# Renoncule rampante
Ranunculus repens
 (juin 2019).
Espèce
Classification phylogénétique

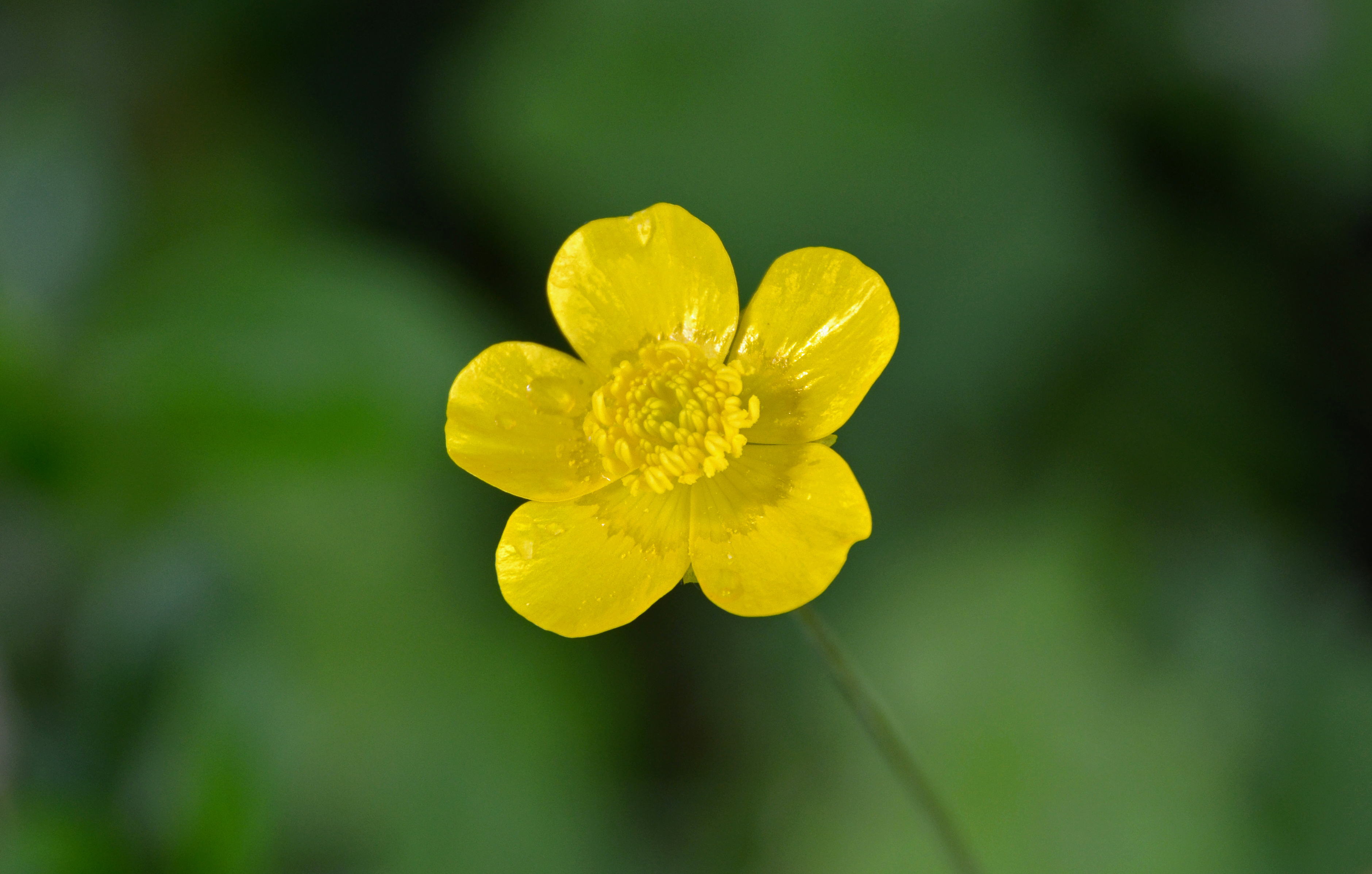
Fleur de R. repens.

La renoncule rampante ou bouton d'or (Ranunculus repens) est une plante à fleur herbacée du genre Ranunculus qui se reproduit notamment par des stolons souterrains qui produisent des racines et une nouvelle plante à chacun de ses nœuds.
À l'instar des autres renoncules, elle est toxique fraîche (mais pas après fenaison et séchage). Ce fait, ainsi que son caractère envahissant, en ont fait une plante à problème dans les pâturages. Le bétail évite d'en consommer.
La seule façon écologique de s'en débarrasser est l'arrachage manuel, ou le désherbage sélectif dans une pelouse envahie. La Ranunculus repens est une plante indésirable  

## Risque de confusion
Cette plante peut être confondue avec les autres renoncules. De loin avec la Ficaire, bien que ses feuilles en soient très différentes.

## Répartition
Elle est originaire d'Europe, mais s'est implantée dans diverses parties du monde.

## Note
Le nom de « bouton d'or » est aussi attribué à d'autres espèces de renoncules à fleurs jaunes.

## Description
Organes reproducteurs
- Couleur dominante des fleurs : jaune
- Période de floraison : mai-septembre
- Inflorescence : cyme unipare hélicoïde
- Sexualité : hermaphrodite
- Ordre de maturation : protandre
- Pollinisation : entomogame

Graine
- Fruit : akène
- Dissémination : épizoochore

Habitat et répartition
- Habitat type : prairies européennes, hygrophiles
- Aire de répartition : holarctique

Données d'après : Julve, Ph., 1998 ff. - Baseflor. Index botanique, écologique et chorologique de la flore de France. Version : 23 avril 2004.

## Plante localement envahissante
La renoncule rampante a été vendue dans de nombreuses régions du monde en tant que plante ornementale[réf. souhaitée] et est maintenant devenue une espèce envahissante dans certaines de ces régions.
Le goût de la renoncule rampante est âcre, et le bétail évite de la manger.
La plante profite alors de l'avantage du terrain pâturé disponible autour d'elle pour répandre ses stolons. De la même manière, elle peut coloniser des gazons tondus.
La renoncule rampante se propage également par le transport du foin.

## Utilisations
Selon une étude ethnobotanique publiée par Françoise et Grégoire Nicollier en 1984 sur les plantes dans la vie quotidienne à Bagnes (Valais), cette plante (dénommée fî fraide (« racine froide ») ou pyà de tsyöre (« pied-de-chèvre ») dans le patois local était autrefois utilisée dans la pharmacopée traditionnelle comme vésicatoire, mise en compresse sur les infections, pour l'Homme comme pour le bétail.

## Toxicité
Cette plante, comme les autres renoncules, contient de la renonculine, un glycoside toxique évité par le bétail à l'état frais, mais quand la plante sèche la toxine disparaît, de sorte que le foin contenant la plante est sans danger pour la consommation animale.
Le contact avec la sève de la plante peut provoquer des cloques de la peau.